# Győr-Moson-Sopron
Győr-Moson-Sopron est un comitat du nord-ouest de la Hongrie à la frontière de la Slovaquie et de l'Autriche. Il est également limitrophe des comitats de Komárom-Esztergom, Veszprém et de Vas. Depuis 1998, le comitat de Győr-Moson-Sopron appartient à l'eurorégion de Pannonie Occidentale.

## Nom et attributs

### Héraldique
| Blason de Győr-Moson-Sopron | Blason  | Inconnu. |
| Blason de Győr-Moson-Sopron | Détails | Le blason actuel de Győr-Moson-Sopron rend compte de la fusion des anciens comitats de Győr, Moson et de Sopron. Le statut officiel du blason reste à déterminer. |
| Blason de Győr-Moson-Sopron | Alias   | Blasonnement inconnu Armes de Győr |
| Blason de Győr-Moson-Sopron | Alias   | Blasonnement inconnu Armes de Moson |
| Blason de Győr-Moson-Sopron | Alias   | Blasonnement inconnu Armes de Sopron. |

## Histoire
Le comitat de Győr-Moson-Sopron fut créé en 1950 à partir des trois comitats de Győr, Moson et Sopron. Cette fusion opérée par le gouvernement communiste était le résultat des précédentes modifications ayant touché la frontière occidentale de la Hongrie. En 1921, les comitats de Moson et de Sopron avaient chacun été partagés et leurs parties occidentales avaient formé le Land autrichien du Burgenland. En 1921 à la suite d'un référendum la ville de Sopron restera hongroise par (65 pour 100) au lieu de devenir la capitale du Burgenland (Autriche). Entre 1921 et 1945, Győr et Moson firent partie du comitat uni de Győr-Moson-Pozsony qui fut renommé Győr-Moson en 1945. Le traité de paix de Paris fut signé en 1947, la Hongrie céda alors trois villages du comitat de Győr-Moson à la Tchécoslovaquie. Győr est le chef-lieu mais il y a une forte rivalité avec Sopron qui fut toujours un important centre culturel. Hegyeshalom est un autre lieu célèbre du comitat, c'est le principal point de franchissement de la frontière hongroise. Jusqu'en 1990, le comitat s'appelait officiellement Győr-Sopron.

## Équipements

### Transports
| Lignes et gares | Cartographie du réseau                                 |
| --- | ------------------------------------------------------ |
| Ligne 1 de Budapest à Rajka par Hegyeshalom - Budapest-Déli - Nagyszentjános - Győrszentiván - Győr-Gyárváros - Győr - Abda - Öttevény - Lébény-Mosonszentmiklós - Kimle-Károlyháza - Mosonmagyaróvár - Levél - Hegyeshalom - Bezenye - Rajka | \| 1 15 8 14 16 1 8 15 14 10 16 11 16 1 8 · 10 11 9 \| |
| Ligne 8 de Győr à Sopron - Győr - Ikrény - Rábapatona - Enese - Kóny - Csorna - Farád - Rábatamási - Szárföld - Veszkény - Kapuvár - Vitnyéd-Csermajor - Petőháza - Fertőszentmiklós - Pinnye - Fertőboz - Sopron                             | \| 1 15 8 14 16 1 8 15 14 10 16 11 16 1 8 · 10 11 9 \| |
| Ligne 9 de Fertőszentmiklós à Pamhagen - Fertőszentmiklós - Fertőszéplak-Fertőd - Pamhagen | \| 1 15 8 14 16 1 8 15 14 10 16 11 16 1 8 · 10 11 9 \| |
| Ligne 10 de Győr à Celldömölk - Győr - Győr-Gyárváros - Győrszabadhegy - Ménfőcsanak felső - Ménfőcsanak - Győrszemere - Halipuszta - Gyömöre-Tét - Gyömöre - Szerecseny - Celldömölk                                                         | \| 1 15 8 14 16 1 8 15 14 10 16 11 16 1 8 · 10 11 9 \| |
| Ligne 11 de Győr à Veszprém - Győr - Győr-Gyárváros - Győrszabadhegy - Nyúl - Pannonhalma - Ravazd - Tarjánpuszta - Győrasszonyfa - Bakonypéterd - Veszprémvarsány - Bakonygyirót - Bakonyszentlászló - Vinye - Veszprém                      | \| 1 15 8 14 16 1 8 15 14 10 16 11 16 1 8 · 10 11 9 \| |
| Ligne 14 de Pápa à Csorna - Pápa - Szany-Rábaszentandrás - Egyed-Rábacsanak - Rábapordány - Csorna | \| 1 15 8 14 16 1 8 15 14 10 16 11 16 1 8 · 10 11 9 \| |
| Ligne 15 de Sopron à Szombathely - Sopron - Kópháza - Nagycenk - Sopronkövesd - Lövő - Szombathely | \| 1 15 8 14 16 1 8 15 14 10 16 11 16 1 8 · 10 11 9 \| |
| Ligne 16 de Hegyeshalom à Szombathely - Hegyeshalom - Mosonszolnok - Jánossomorja - Hanság-Nagyerdő - Hanságliget - Bősárkány - Csorna - Szil-Sopronnémeti - Magyarkeresztúr-Zsebeháza - Páli-Vadosfa - Vica - Beled - Szombathely            | \| 1 15 8 14 16 1 8 15 14 10 16 11 16 1 8 · 10 11 9 \| |
| 1 15 8 14 16 1 8 15 14 10 16 11 16 1 8 · 10 11 9 |                                                        |

## Organisation administrative

### Districts
Jusqu'en 2013, le comitat était divisé en micro-régions statistiques (kistérség). À la suite de la réforme territoriale du 1er janvier 2013, elles ont été remplacées par les districts (járás) qui avaient été supprimés en 1984. Désormais, le comitat est subdivisé en 7 districts :
| District                    | Siège           | Superficie | Population | Localités |
| --------------------------- | --------------- | ---------- | ---------- | --------- |
| District de Csorna          | Csorna          | 579,77     | 32 628     | 33        |
| District de Győr            | Győr            | 903,41     | 193 445    | 35        |
| District de Kapuvár         | Kapuvár         | 372,14     | 23 326     | 19        |
| District de Mosonmagyaróvár | Mosonmagyaróvár | 899,97     | 72 839     | 26        |
| District de Pannonhalma     | Pannonhalma     | 312,35     | 15 273     | 17        |
| District de Sopron          | Sopron          | 867,75     | 100 155    | 39        |
| District de Tét             | Tét             | 272,62     | 14,161     | 14        |

### Villes de droit comital
- Győr (chef-lieu) (pop. 127.594 en 2005)
- Sopron (pop 56.394 en 2005)

### Chefs-lieux des micro-régions
- Mosonmagyaróvár (pop. 30840 en 2005)
- Csorna (pop. 10848)
- Kapuvár (pop. 10684)
- Jánossomorja (pop. 5998)
- Tét (pop. 4113)
- Pannonhalma (4098)
- Fertőd (3403)

### Villages notables
- Hegyeshalom (pop. 3549)
- Fertőrákos (pop. 2182)
- Ágfalva (pop. 2037)
- Dunakiliti (pop. 1761)
- Bágyogszovát (pop. 1363)
- Egyed (pop. 587)